# Chilo phragmitella
Chilo phragmitella là một loài bướm đêm thuộc họ Crambidae. Nó được tìm thấy ở châu Âu.
Sải cánh dài 24–32 mm đối với con đực và 30–40 mm đối với con cái. Con trưởng thành bay từ tháng 5 đến tháng 9 tùy theo địa điểm.
Ấu trùng ăn Phragmites và Glyceria maxima.

## Hình ảnh

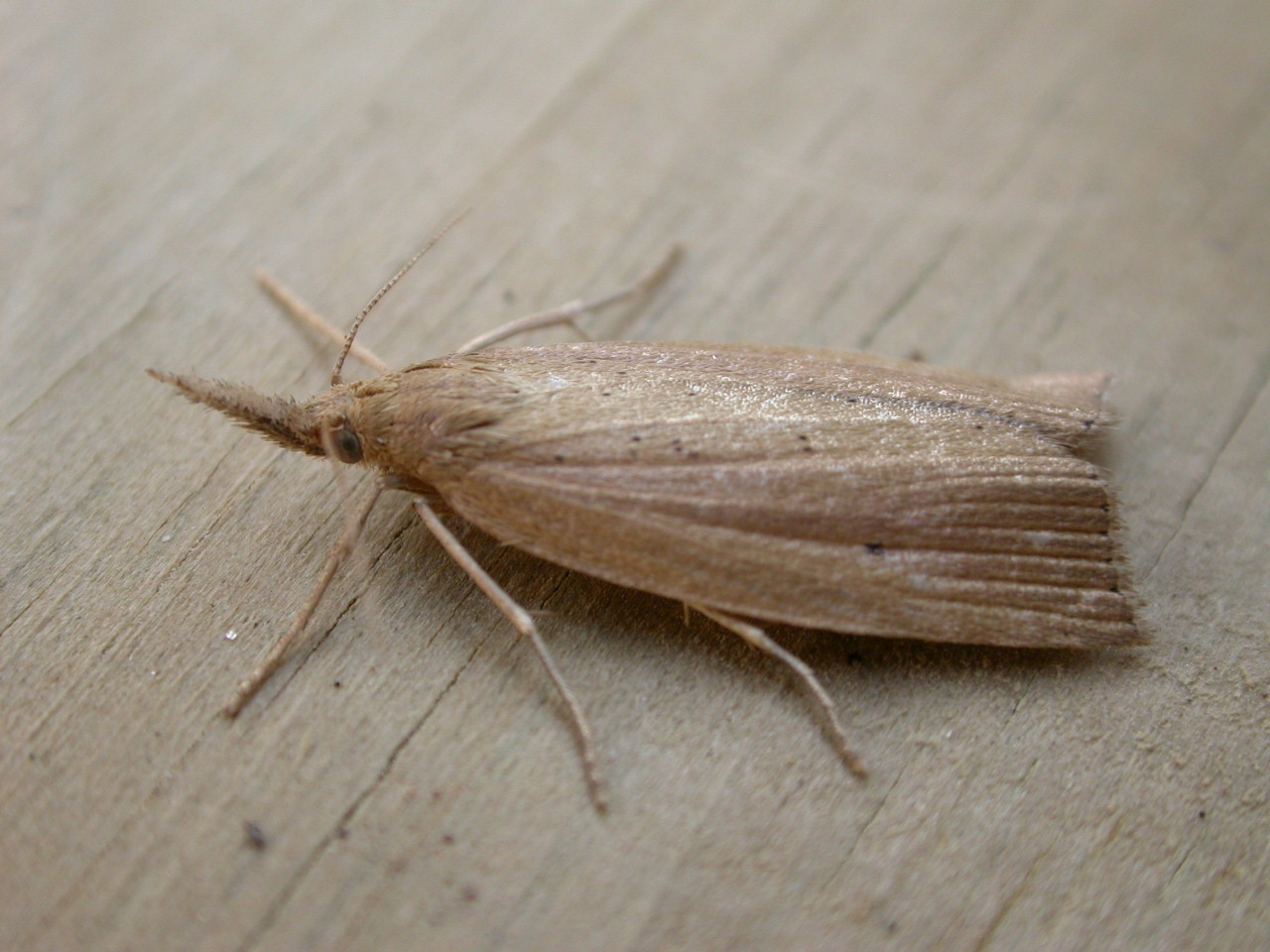
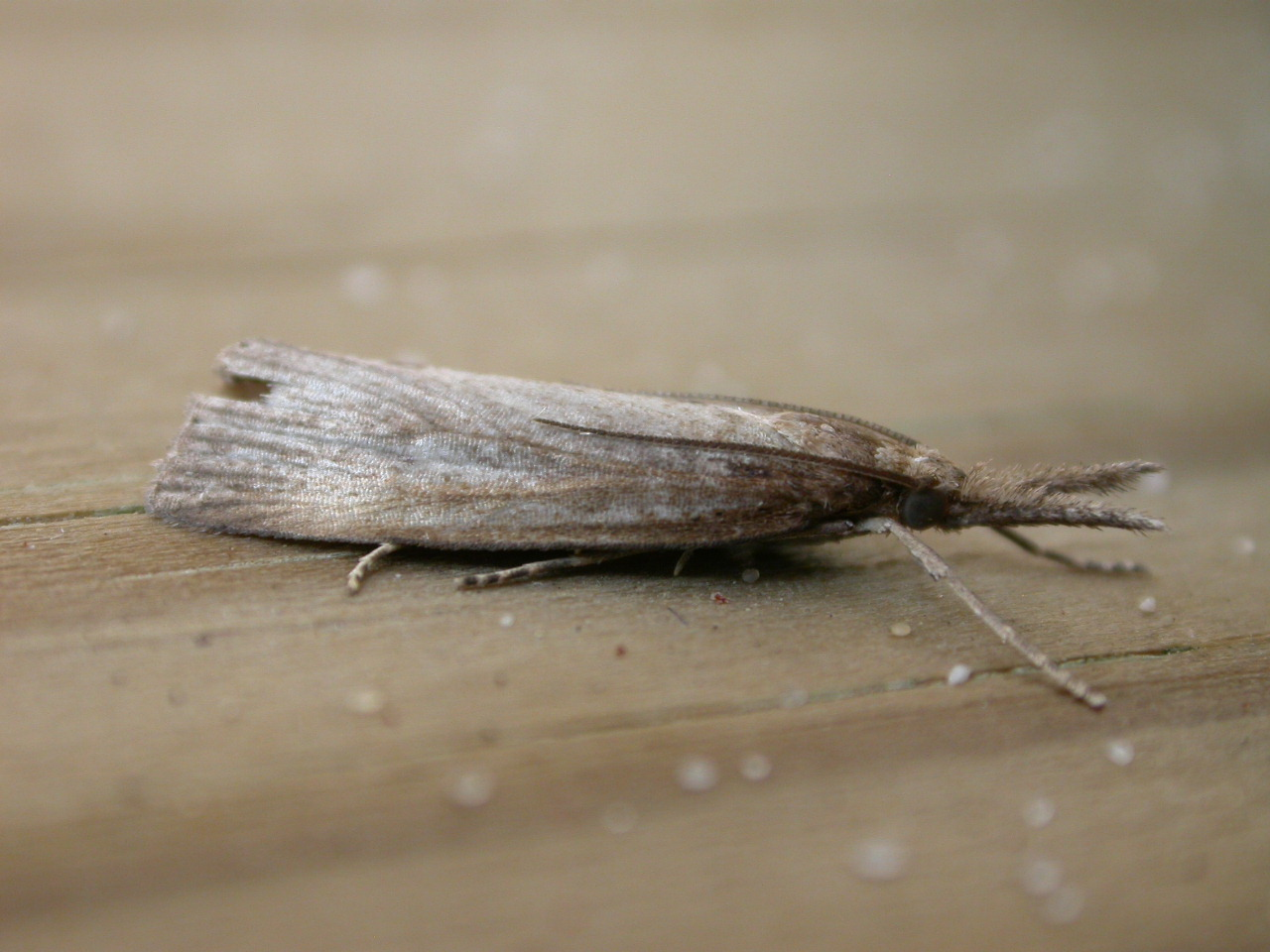
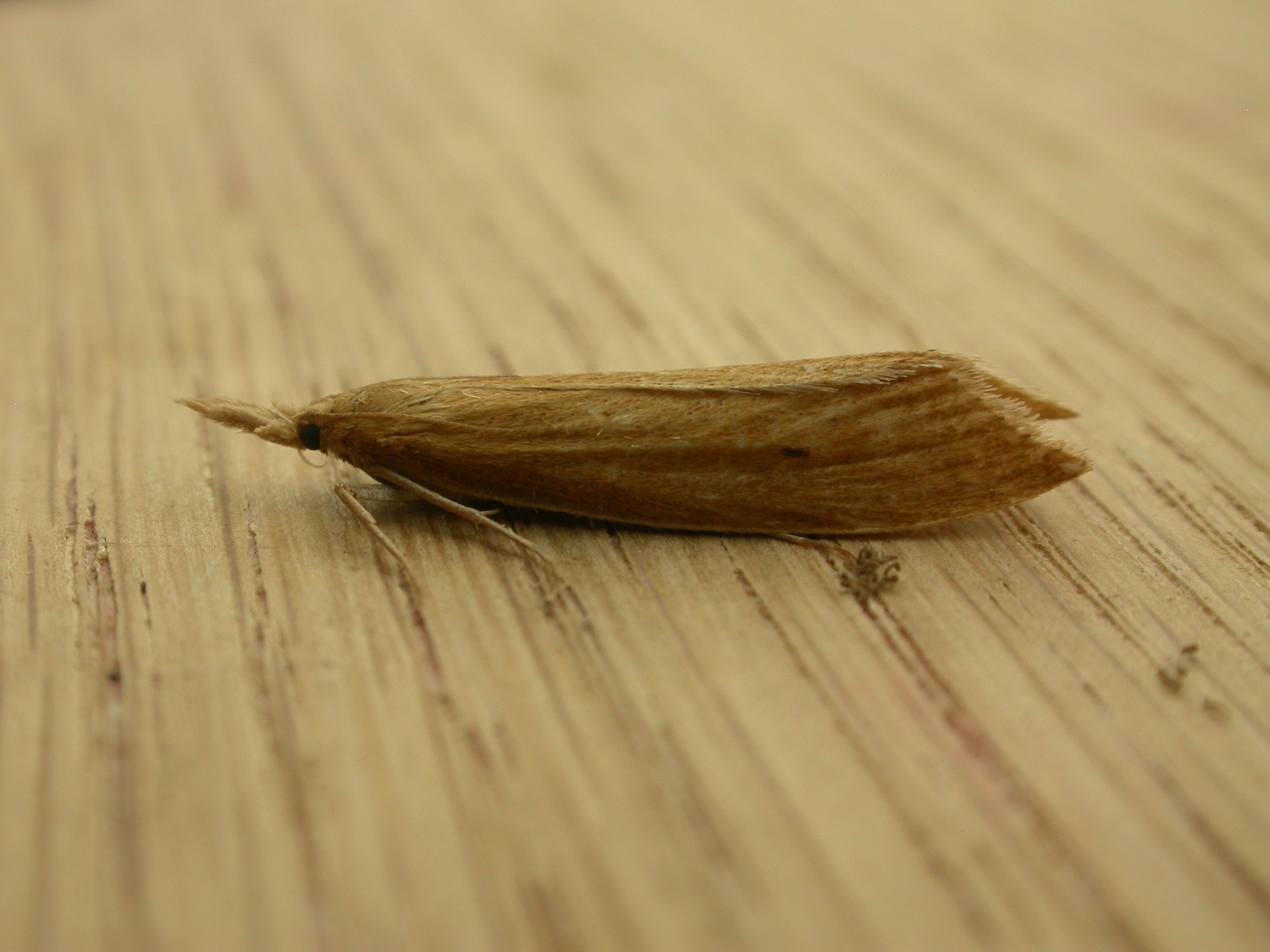
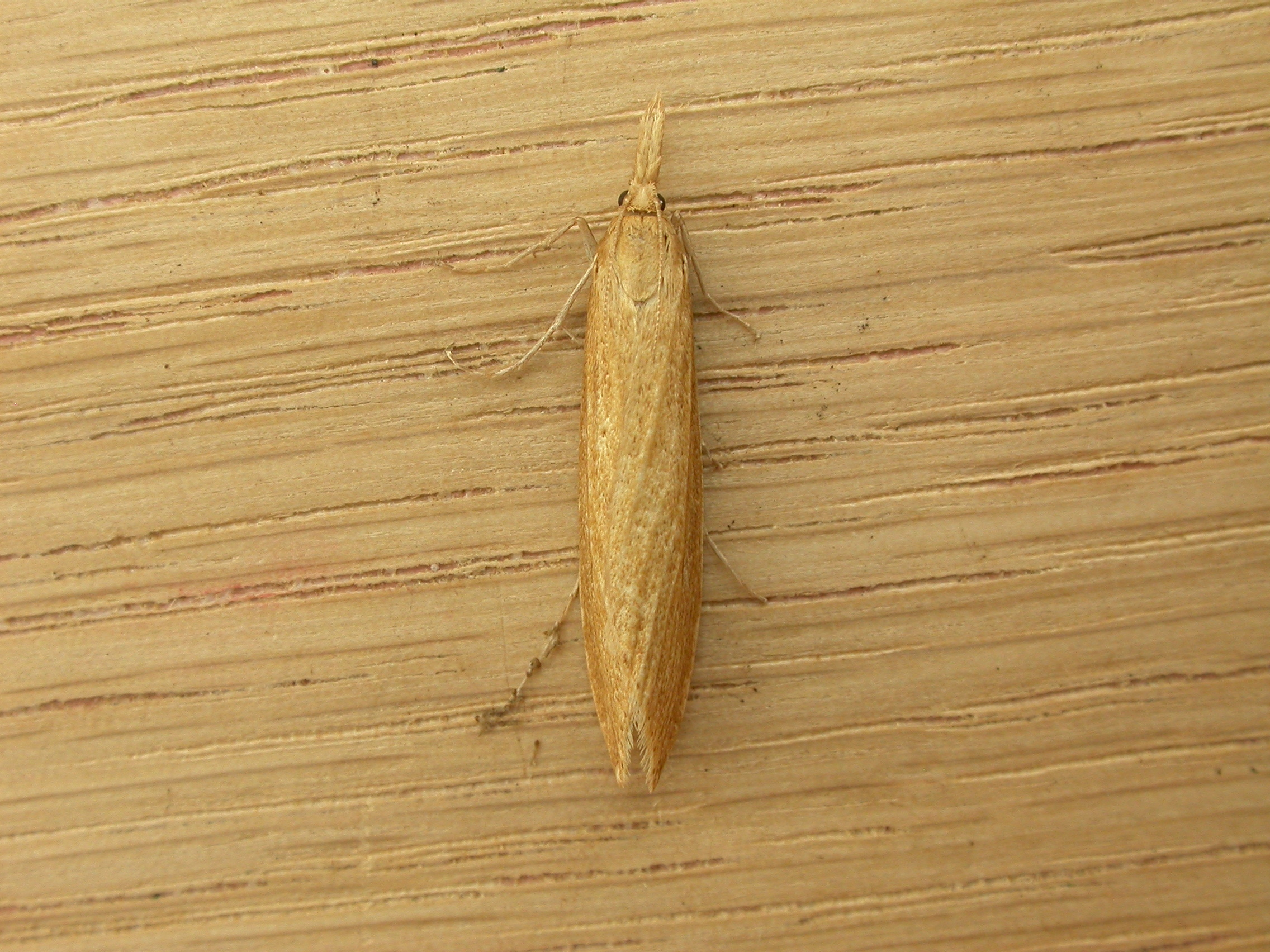